# Predoni Stellari
I Predoni Stellari (Starjammers) sono un gruppo di personaggi dei fumetti Marvel Comics, apparsi per la prima volta in X-Men (Vol. 1) n. 107 dell'ottobre 1977. Creati originariamente da Chris Claremont (testi) e Dave Cockrum (disegni) come alleati degli X-Men nella loro prima avventura spaziale, sono apparsi in seguito in diversi crossover di ambientazione spaziale. Si tratta di un gruppo di pirati interstellari, che tuttavia agiscono spesso per aiutare chi si oppone alla tirannia e all'ingiustizia.
Il gruppo è apparso diverse volte al fianco degli X-Men e dei Vendicatori, ed è stato protagonista di due miniserie negli anni '90 e a metà degli anni 2000.

## Storia del gruppo

### Origini
La storia dei predoni stellari inizia dopo la cattura di Corsaro, alias Christopher Summers, il padre degli X-Men Ciclope e Havok, da parte di un'astronave Shi'ar. Mentre i due piccoli Summers vengono messi in salvo grazie a un lancio col paracadute, Christopher e sua moglie Kathrine vengono trasportati a bordo della nave aliena, al cospetto del loro imperatore D'Ken. Egli viene colpito dalla bellezza di Kathrine e decide di farne la sua concubina, mentre Christopher viene imprigionato e, in seguito a un suo tentativo di assassinare l'imperatore, viene trasferito su Alisbar, uno dei pianeti dell'impero, per lavorare come schiavo in una miniera. Qui, nel tentativo di salvare una ragazza dalle sembianze feline, Mademoiselle Hepzibah, dalle molestie delle guardie, viene nuovamente imprigionato, per poi essere liberato dai compagni di lei, il gigantesco e mostruoso Ch'od e il cyborg alieno Raza Longknife. I quattro, per fuggire dal pianeta prigione, rubano un'astronave Shi'ar, la Windjammer, e diventano così, sotto la guida di Corsaro, il gruppo di pirati fuorilegge conosciuti come Starjammers (Predoni Stellari in italiano).

### Altre avventure
Dopo aver aiutato Lilandra e gli X-Men a sconfiggere il perfido D'Ken, i Predoni appariranno saltuariamente come alleati degli X-Men, e in una di queste occasioni Corsaro scoprirà finalmente la verità sui suoi figli Scott e Alex, ora gli X-Men Ciclope e Havok.
In seguito il gruppo è stato protagonista degli archi narrativi Ascesa e caduta dell'Impero Shi'ar, Imperatore Vulcan, e X-Men: Kingbreaker, preludio del crossover interstellare War of Kings. In essi si assiste alla morte di Corsaro per mano di Vulcan, ora imperatore degli Shi'ar, e al tentativo dei Predoni, ora guidati da Havok, di sovvertire il suo dispotico regno riportando Lilandra Neramani sul "trono del nido". Fanno parte di questa nuova incarnazione del gruppo, oltre ad Havok e ai membri storici Ch'od e Raza, Polaris, Marvel Girl e il guerriero Shi'ar Korvus.